# Lena Renström-Ingenäs
Nanny Helena (Lena) Renström-Ingenäs, född 22 mars 1903 i Adelövs församling, Jönköpings län, död 4 juni 1982 i Kumla, Örebro län, var en svensk folkskollärare och socialdemokratisk politiker.
Renström-Ingenäs var 1951–1952 och från 1954 ledamot av riksdagens andra kammare, invald i Örebro läns valkrets.